# Klemmbach (Rhein)
Der Klemmbach (mundartlich „das Klemm“ für Engpass, nicht gleichbedeutend zu „Klamm“) ist ein Bach im südlichen Markgräflerland.
Die Quellen des ursprünglich auf ganzer Länge Sirnitz genannten Baches liegen am Wohnplatz Sirnitz der Gemeinde Müllheim im Markgräflerland unterhalb von Sirnitz- (1114 m), Weiher- (1143 m) und Raukopf (1071 m) am Sirnitzpass zwischen den Südschwarzwald-Gipfeln Belchen (1414 m) und Blauen (1165 m).

## Geographie

### Verlauf
Der Klemmbach hat eine Länge von 20,1 km und ist damit einer der bedeutenderen Bäche im südwestlichen Schwarzwald. Er ist Teil des Flusswasserkörpers 30 mit den Abschnitten -01 und -03 und durchfließt im Klemmbach- bzw. Weilertal das FFH-Gebiet 8311-241. Sein Lauf ist heute in den Ortsteilen Badenweilers Schweighof und Oberweiler, im Stadtgebiet von Müllheim mit seinem Teilort Niederweiler sowie in der Stadtlage Neuenburg wie im Verlauf der beiden Runse weitgehend gefasst und begradigt. Die Westrampe des Sirnitzpasses orientiert sich grob am Verlauf des Flusses.
Die Gewannbezeichnungen Grien und Steingärten im Stadtgebiet von Müllheim deuten auf früher hier vorhandene erheblich breitere kiesige Geröllflächen hin; die Gewannbezeichnungen Sterchele und Kleinfeldele auf die früheren Verrieselungsflächen für die Abwässer Müllheims in seiner Müllheimer Unterstadt.
Die Hauptfließrichtung des Klemmbachs ist von Ost nach West: Am westlichen Ende der Stadt Müllheim wird er am „Teilstock“ von 1833 in den Hügelheimer (rechts) und den Neuenburger Runs (links; siehe Abschnitt Runse) geteilt, Hinweis auch auf frühere Wiesenbewässerungen in der Rheinebene. Die Letztere wird auch weiterhin als Klemmbach bezeichnet (Topographische Karte 1:50.000). Seit der Rheinbegradigung um 1850 unter der Planung des Ingenieurs Johann Gottfried Tulla fließt der Klemmbach nach Verdolung im Stadtgebiet Neuenburg am Rhein (230 m) unter der Bahnstrecke Müllheim–Mulhouse sowie der Bundesstraße 378 hindurch in das „Wuhrloch“ im nordwestlichen Teil der Stadt.

### Runse (alemannisch: Runzen)
Runse sind von Menschen künstlich für eine gemeinschaftliche wirtschaftliche Nutzung (z. B. Be- oder Entwässerung, Mühlbetrieb, Energiegewinnung) angelegte Wasserläufe, siehe auch Runzgenossenschaft.

#### Hügelheimer Runs
Die in den 1930er-Jahren als Abschlag zum Klemmbach gebaute Hügelheimer Runs dient zur Hochwasserentlastung des Klemmbachs in seinem westlichen Unterlauf Richtung Neuenburg zum Rhein (Neuenburger Runs); sie ist ein Gewässer 2. Ordnung. Nordwestlich Müllheims unterquert sie die Rheintalstrecke der Deutschen Bahn („Rheintalbahn“); das dortige Durchlassbauwerk stellt im Hochwasserfall wegen des begrenzten Durchflussvolumens einen Engpass dar, sodass im Vorfeld zwischen dem Müllheimer Teilort Hügelheim, der dort verlaufenden Bundesstraße 3 und dem Bahndamm weite Ackerflächen als Überflutungs- und Retentionsflächen ausgewiesen sind.
Für deren Unterhaltung, Pflege, Sicherung der Leistungsfähigkeit und die Lösung auftretender technischer Probleme ist der Wasser- und Bodenverband Hügelheimer Runs zuständig: Er wurde 1969 als Nachfolger der 1935 gegründeten Hügelheimer Runs-Wasser-Genossenschaft ins Leben gerufen. Die Aufgabe teilen sich (2010) die Anliegergemeinden Müllheim (69 %), Neuenburg und Buggingen (je 15 %) sowie Auggen (1 %). Die Amtszeit für den Verbandsvorsitz beläuft sich auf fünf Jahre; die Verbandsversammlung wählt jeweils auch die Stellvertretung. Die Aufsichtsbehörde ist das Landratsamt Breisgau-Hochschwarzwald; dieses prüft auch die jeweiligen Jahresrechnungen. Für 2011 z. B. waren keine Investitionen vorgesehen; 2001 hatte der Haushaltsplan 160.000 Mark für diverse Hochwasserschutzmaßnahmen im Bereich Klemmbach/Hügelheimer Runs ausgewiesen.
Im Zug des Ausbaus der Rheintalbahn wurde die Unterquerung der Bahngleise Anfang der 2020er-Jahre neu gestaltet, verbreitert und für die Überführung zweier zusätzlicher Schnellbahngleise verlängert; in unmittelbarer Nachbarschaft wurde parallel dazu südlich angrenzend eine Fledermausbrücke errichtet.
Am nordwestlichen Ortsrand Müllheims werden die Dämme der Hügelheimer Runs seit Mitte 2023 in zwei Bauabschnitten für veranschlagt 2,9 Mio. Euro (2023) ertüchtigt und erhöht.
Die Hügelheimer Runs wird auch als „das Rückgrat der Biotopvernetzung“ bezeichnet, welches Anfang der 2010er-Jahre als Hügelheimer Modell in Fachkreisen als vorbildlich eingestuft wurde; sie versickert zwischen Neuenburgs Ortsteilen Zienken und Grißheim in der Kiesaue des Uferwalds im Rheinkies am Altrhein.

#### Neuenburger Runs
Nachdem die Neuenburger Runs nach dem Teilstock dann bald zunächst noch in Müllheim die Bundesstraße 3 unterquert hat, führt sie an der Eisenbahnstraße entlang bis zur Unterquerung der Rheintalbahn knapp nördlich des Bahnhofs Müllheims, um entlang der Neuenburger Straße das Industriegebiet Müllheims in westsüdwestlicher Richtung zu durchfließen; danach trifft sie nach kurzem Lauf über Grünland auf die K 4946, unterquert auch diese und läuft anschließend südlich an ihr entlang, bis sie am östlichen Ortseingang Neuenburgs in eine modellhafte Renaturierung mit Überschwemmungsflächen eintritt; anschließend fließt der „Rest-Klemmbach“ zunächst in südwestlicher Richtung bis unter der L 134 Neuenburg-Steinenstadt hindurch, um an der Saarengrünstraße einen etwa rechtwinkligen Knick nach rechts nach Nordwesten zu machen und in dieser neuen Richtung weiter durch das Gewerbegebiet zu laufen, bis er unter dem Kronenrain und seinem Kreisel mit dem Autobahnzubringer B 378 verdolt am Wuhrloch wieder zutage tritt:

#### Wuhrloch
Dieses „Wuhrloch“ ist ein Überbleibsel eines Rhein-Kolks aus der Zeit, als Neuenburg noch direkt am Rhein lag. Dort versickert ein Teil des Zuflusses. Der Überlauf des ehemaligen Kolks führt nach weiterer Verdolung unter der Bundesautobahn 5 und dem Rheinseitendamm hindurch kurz nach Rheinkilometer 199 beim Wasserstraßen- und Schifffahrtsamt Freiburg, Außenstelle Neuenburg (bzw. Bauhof der Stadt Neuenburg), zum Auslaufbauwerk an der Flanke des ostseitigen Damms zum Altrhein hin. Im Rahmen des Projekts Neuenburg zum Rhein wurden bei den Planungen zur Ausrichtung der baden-württembergischen Landesgartenschau 2022 in Neuenburg Überlegungen angestellt, diese Verdolung wieder offenzulegen; tatsächlich wurde in diesem Zusammenhang die Umgebung des Wuhrlochs neu gestaltet, der Auslauf neu hergerichtet und sein Verlauf überquerbar gemacht.

### Zuflüsse

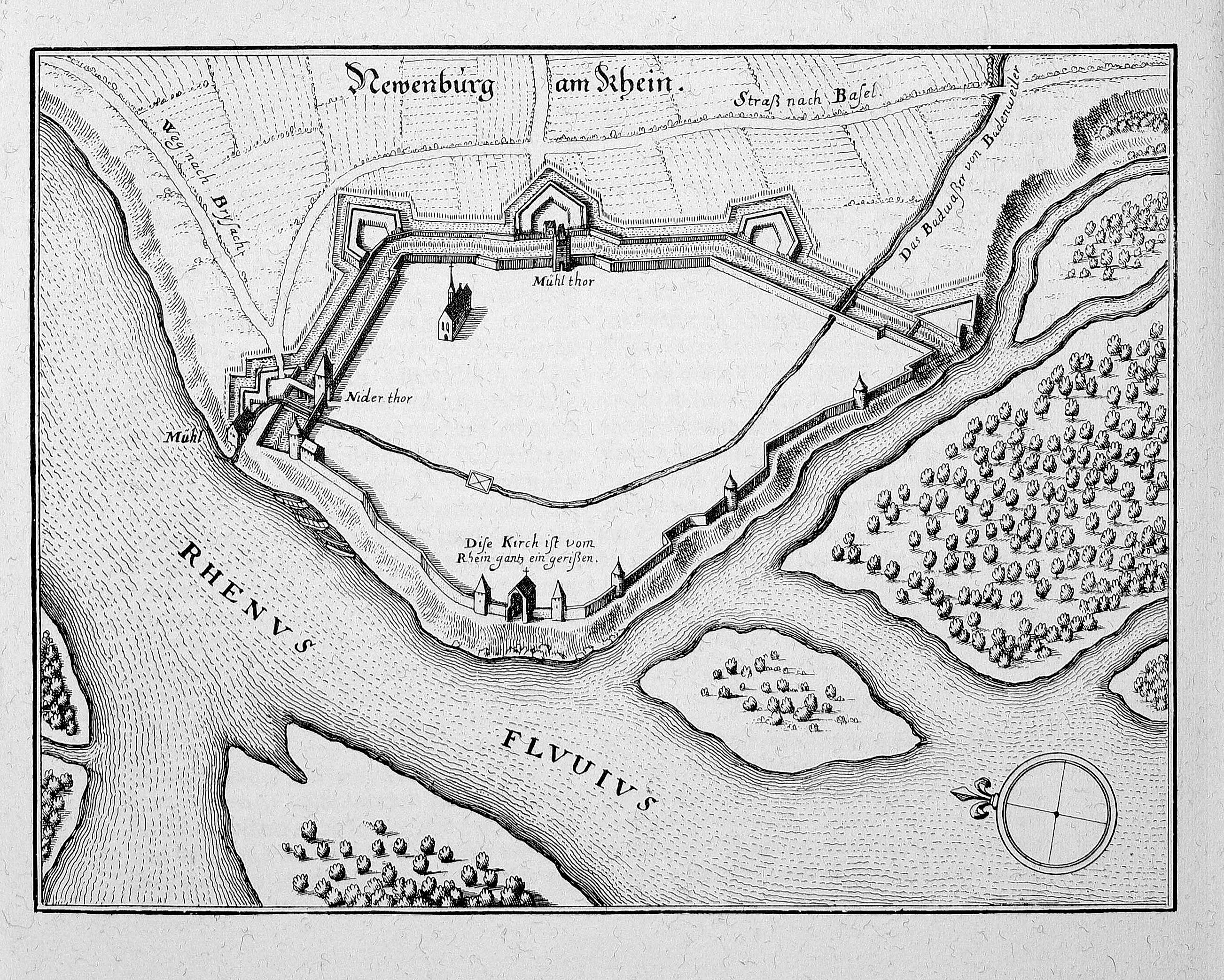
Karte Newenburg am Rhein (Neuenburg am Rhein) von Matthäus Merian aus der Topographia Germaniae, ca. 1660: Das Badwaßer von Badenweiler läuft durch die Stadt und das Niderthor bei der Mühl in den Rhein

Direkte Zuflüsse von der Quelle zur Gewässerteilung:
- Sirnitzer Graben (links)
- Lampertseckgraben (links), östlich von Badenweiler-Schweighof
- Langengraben (rechts), östlich von Schweighof
- Dübelinsgraben (links), östlich von Schweighof
- Kohlplatzgraben (links), östlich von dem Schweighof
- Eselsgraben (rechts), östlich von Schweighof
- Altensteinbach (links), in Schweighof
- Holderbach oder Holderbächle (rechts), in Schweighof
- Stürzenbrunnbächle (rechts), in Schweighof
- Steinenbrunnenbächle (links), in Schweighof
- Burbergbächle (links), in Schweighof
- Kalkmättlebächle (rechts), in Schweighof
- Vogelbach (links), in Badenweiler-Oberweiler
- Glasbach (links), in Oberweiler
- Krebsenbach (links), in Oberweiler
- Seltenbach (links), am Ortseingang Niederweilers von Badenweiler her
- Rammisbächle (links), in Niederweiler, aus dem Lipburger Tal, fällt bei ausbleibenden Niederschlägen schnell trocken.
- Warmbach (links), in Müllheim, im Müllheimer Eichwald teilweise gespeist von unterirdischem warmem Wasser gleichen Ursprungs wie die Thermalquelle Badenweilers

## Hochwasservorsorge
Zwischen Niederweiler und Müllheim befindet sich ein Hochwasserrückhaltebecken, das so genannte Tritschlerbecken (nach dem gleichnamigen ehemaligen Sägewerk am Nordufer). Das Rückhaltevolumen beträgt derzeit ca. 80.000 m³. Dies soll in den nächsten Jahren durch Auskofferung, Dammerhöhung und Erweiterung auf 180.000 m³ „ertüchtigt“ werden.

## Wirtschaft und Verkehr

### Brücken
In Schweighof gibt es vier Brücken über den Klemmbach, in Oberweiler neun, in Niederweiler sechs. In der Ortslage von Müllheim queren den Klemmbach insgesamt 28 Brücken und Stege, in Neuenburg gibt es lediglich fünf Brücken, aber an fünf weiteren Stellen ist die Neuenburger Runs über längere Strecken verdolt.

### Fischerei
Die Hauptfischarten des Klemmbachs sind Regenbogen- bzw. Bachforellen, Barsche sowie Rotaugen.

#### Fischereirechte
In Müllheim ehemals herrschaftliches Lehen eines lokalen Burgherrn (Rosenburg), zeitweise auch des Amtmanns W. L. von Habsperg. Danach bis 1848 seitens des großherzoglichen Domänenärars durch Verpachtung; 1853 durch Zahlung von 49 Gulden und 12 Kreuzern an die Stadtgemeinde abgetreten. Diese verpachtet seither die Fischerei.

### Wasserkraftnutzung
Die Wasserkraft des Klemmbaches wurde schon früh vielfach wirtschaftlich genutzt u. a. für den Betrieb mehrerer Mühlen zur Getreideverarbeitung, Sägerei und Gipszerkleinerung:

#### Mühlen, Mühlenhandwerk
Die nicht zu tief liegende Sohle, das über das Stadtgebiet mäßige Gefälle des Klemmbachs, sein konstantes Wasserdargebot und der ausreichende Wasserstand, seine Fließgeschwindigkeit und der Wasserdruck waren für die Errichtung der z. B. für Müllheim namensgebenden Wassermühlen besonders günstig, sodass hier ab dem 13. Jhdt. sieben bis acht solcher Mühlen genannt werden, welche außer den Mahlgängen zum Getreidemahlen auch über Vorrichtungen zum Trotten von Öl, Obst und Wein sowie zum Stampfen und Hanfbrechen sowie Holzsägen verfügten: Diethelm-, Frick-, Kaiser- bzw. Schweizer-, Koger-, Matten- bzw. Henssler-, Sprengen- und Waisenhofmühle (Mühle an der Erngupfe, Gabelmann-Mühle) – in der Nähe befand sich die Gemeinde-Tenne, der örtliche Dreschplatz; außerdem eine Mühle an der Gemarkungsgrenze zu Neuenburg, die 1462 in Prozessprotokollen genannt, aber durch Hochwasser zerstört wurde mit heute unbekannter genauer Lage (Mühlenhofstatt).

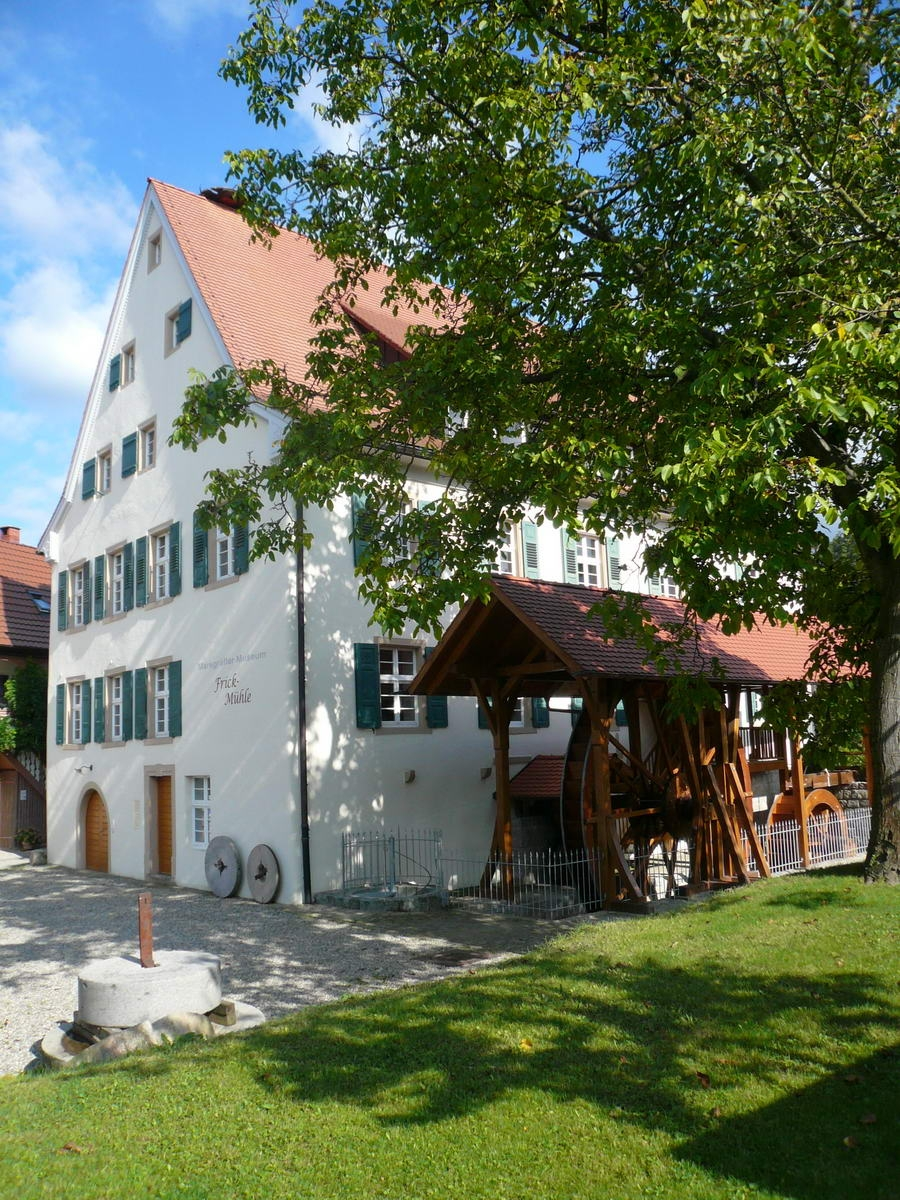
Müllheim: Mühlenmuseum Frickmühle

Eine Liste von 1758 nennt auf den neun Kilometern des Klemmbachs zwischen Müllheim und Oberweiler mit Schweighof 13 Getreidemühlen mit zusammen 30 Mahlwerken, was als „ausreichend zur Versorgung von 10.000 Menschen“ genannt wird –  1812 zählte Müllheim 1.709 Einwohner, Nieder-, Ober- und Badenweiler zusammen ca. 1.500 – hierfür hätten drei Mühlen ausgereicht: Die Kunden der örtlichen Mühlen kamen auch aus umliegenden Orten ohne eigene Mühlen oder waren z. B. „Wälder“ (aus dem Wiesental), welche im Rheintal Getreide gekauft hatten und es auf dem Heimweg mahlen ließen.

##### Müllheim: MühlenmuseumFrick-Mühle
Das Müllheimer Mühlenmuseum Frick-Mühle ist eine Außenstelle des Markgräfler Museums ebda. und befindet sich in der ehemaligen Getreidemühle der örtlichen Familie Frick. Sie wurde über einen heute abgegangenen Mühlkanal aus dem Wasser des Klemmbachs betrieben; ein nachempfundener oberschlächtiger Zulauf ist heute dem rekonstruierten Mühlrad vorgegliedert und wird bei entsprechenden Veranstaltungen mittels Pumpen-getriebenem Wasser-Umlauf simuliert.

## Bilder flussabwärts
- Müllheim, unterhalb Wilhelmstraße:
 Anstau für ehemaligen Abschlag zum Mühlkanal der Hensslermühle
- Müllheim:
Von Brücke Hauptstraße
gen Osten
- Müllheim:
Zwischen Kanalgasse
und Sterchelestraße
gen Nordwesten
- Abschlag der
Hügelheimer Runs
vom Klemmbach
am sog. „Teilstock“
in Müllheim

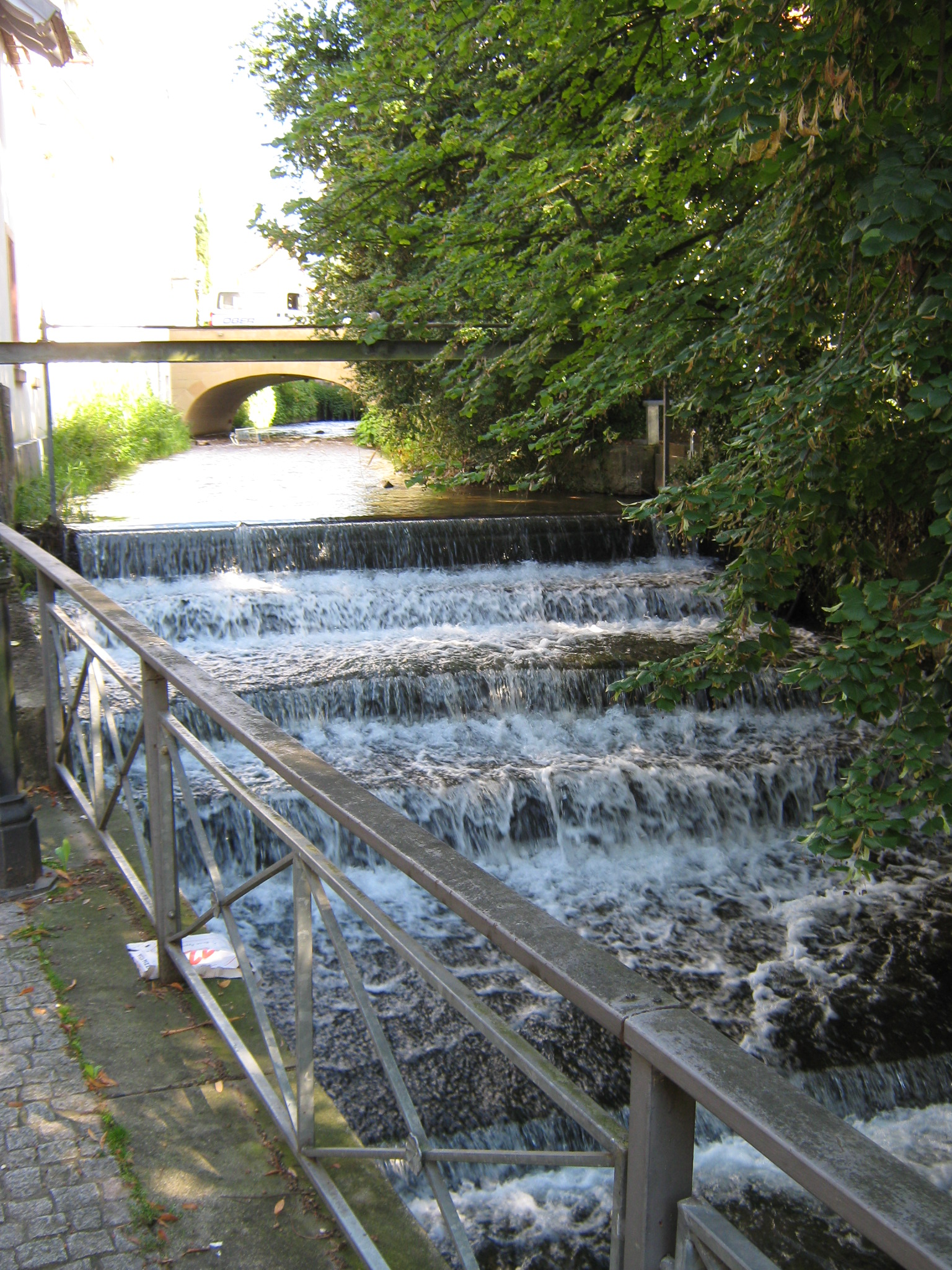
Müllheim, unterhalb Wilhelmstraße: Anstau für ehemaligen Abschlag zum Mühlkanal der Hensslermühle
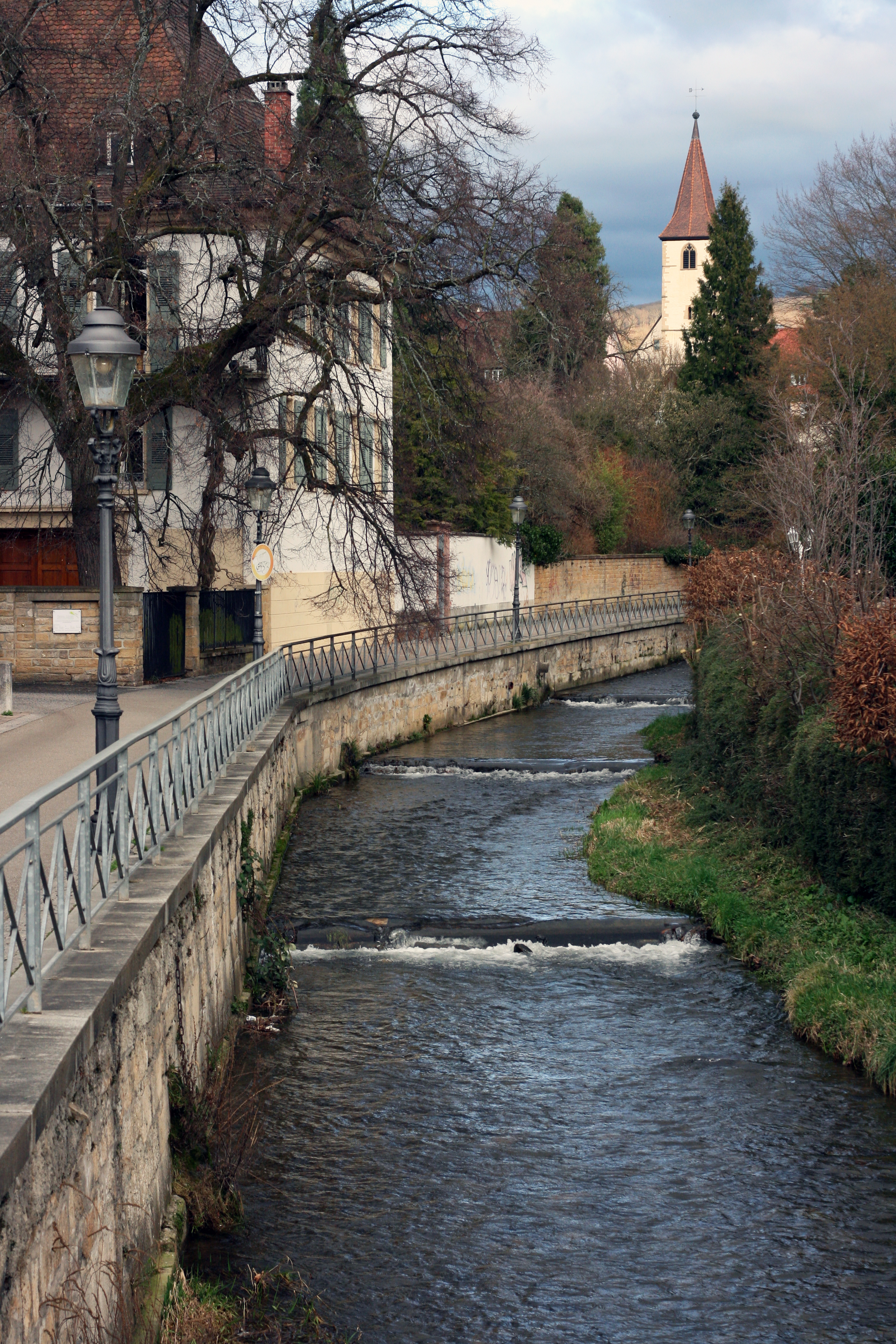
Müllheim: Von Brücke Hauptstraße gen Osten
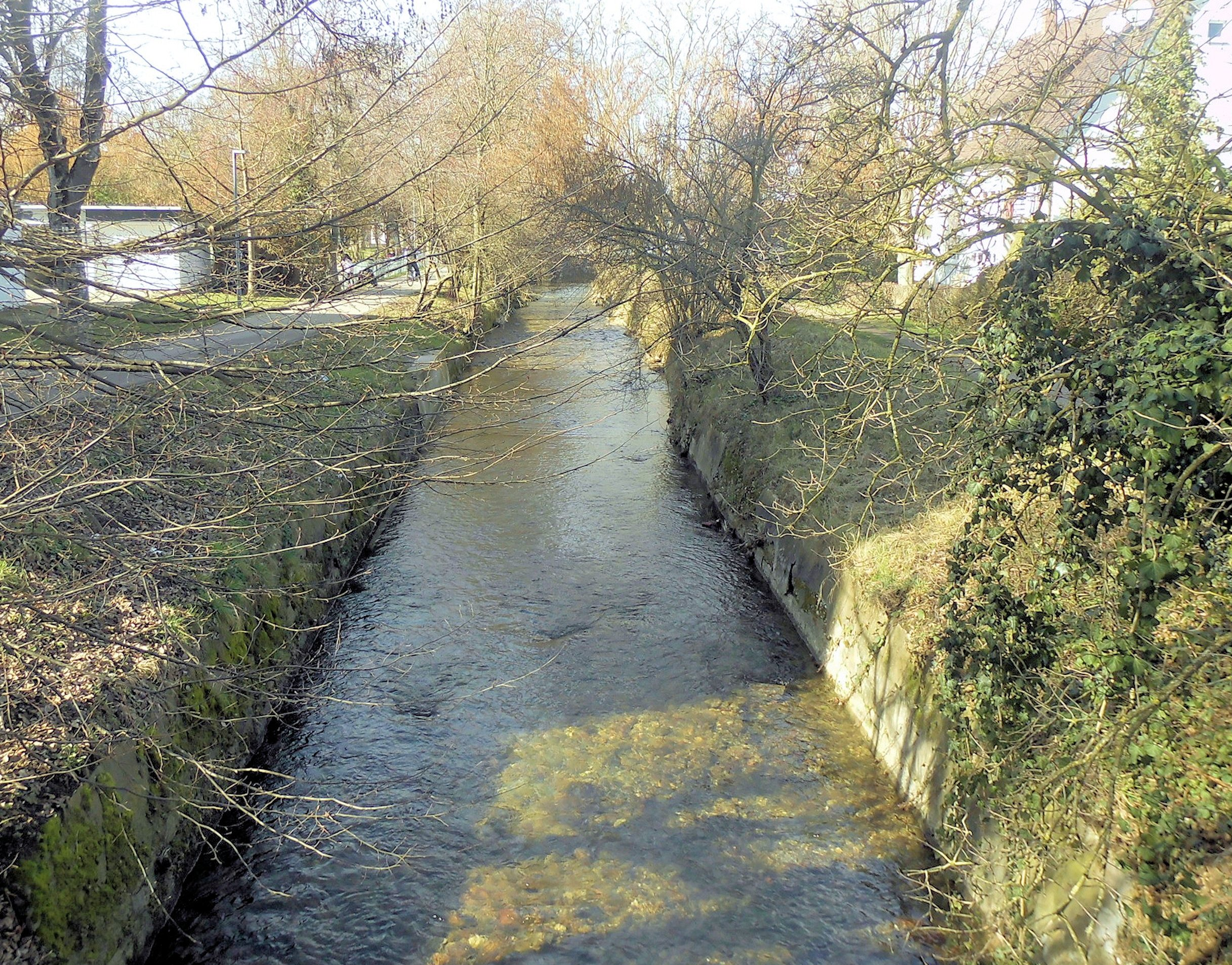
Müllheim: Zwischen Kanalgasse und Sterchelestraße gen Nordwesten
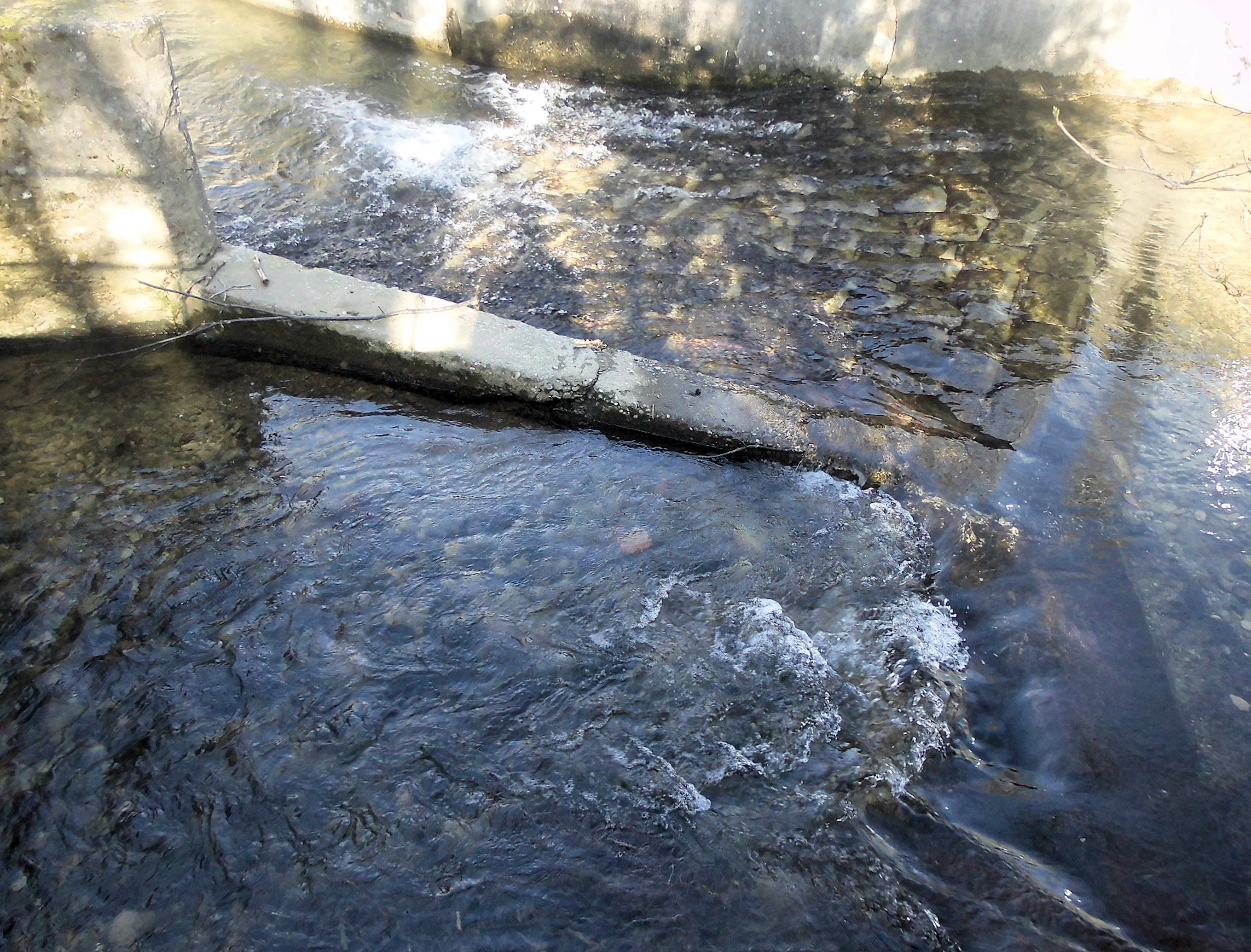
Abschlag der Hügelheimer Runs vom Klemmbach am sog. „Teilstock“ in Müllheim
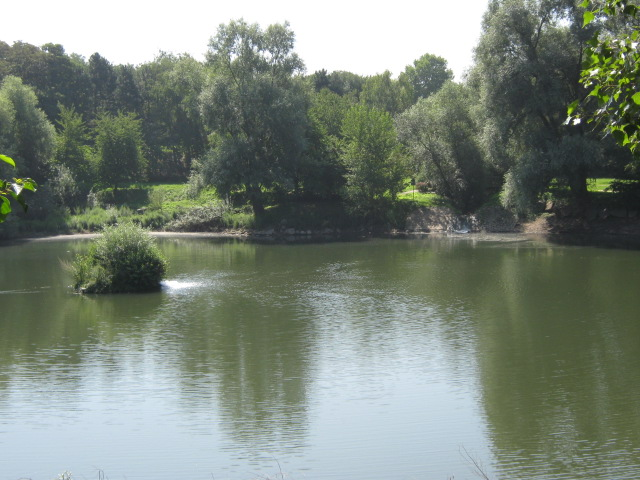
„Wuhrloch“ Neuenburg am Rhein: Am Südwestufer (rechte Bildseite) Klemmbach-Zulauf, August 2011
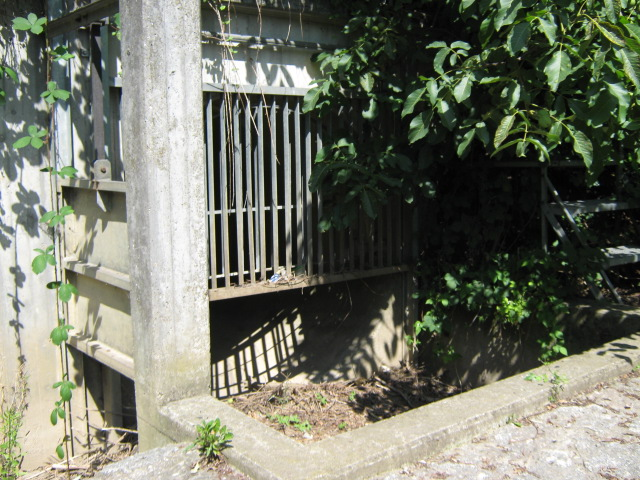
Wuhrloch-Überlauf am Nordwestufer; Rohrdurchmesser ca. 2 m
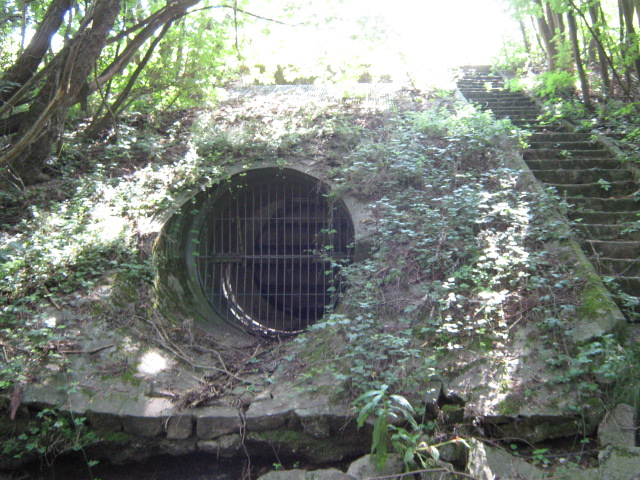
Kanal-Auslauf vom Wuhrloch her am Ostdamm des Altrheins
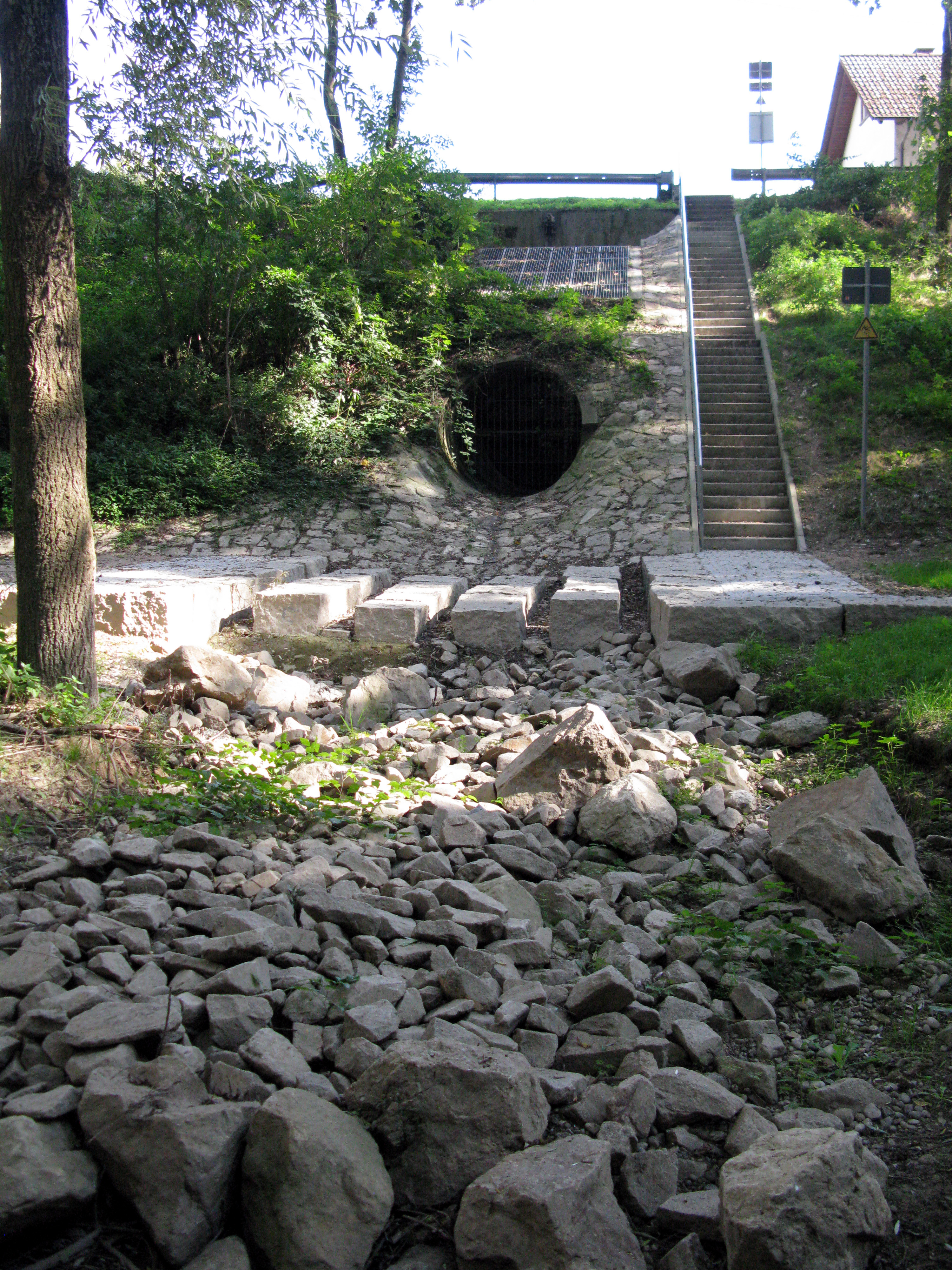
Zur Landesgartenschau 2022 neu gestalteter Auslauf
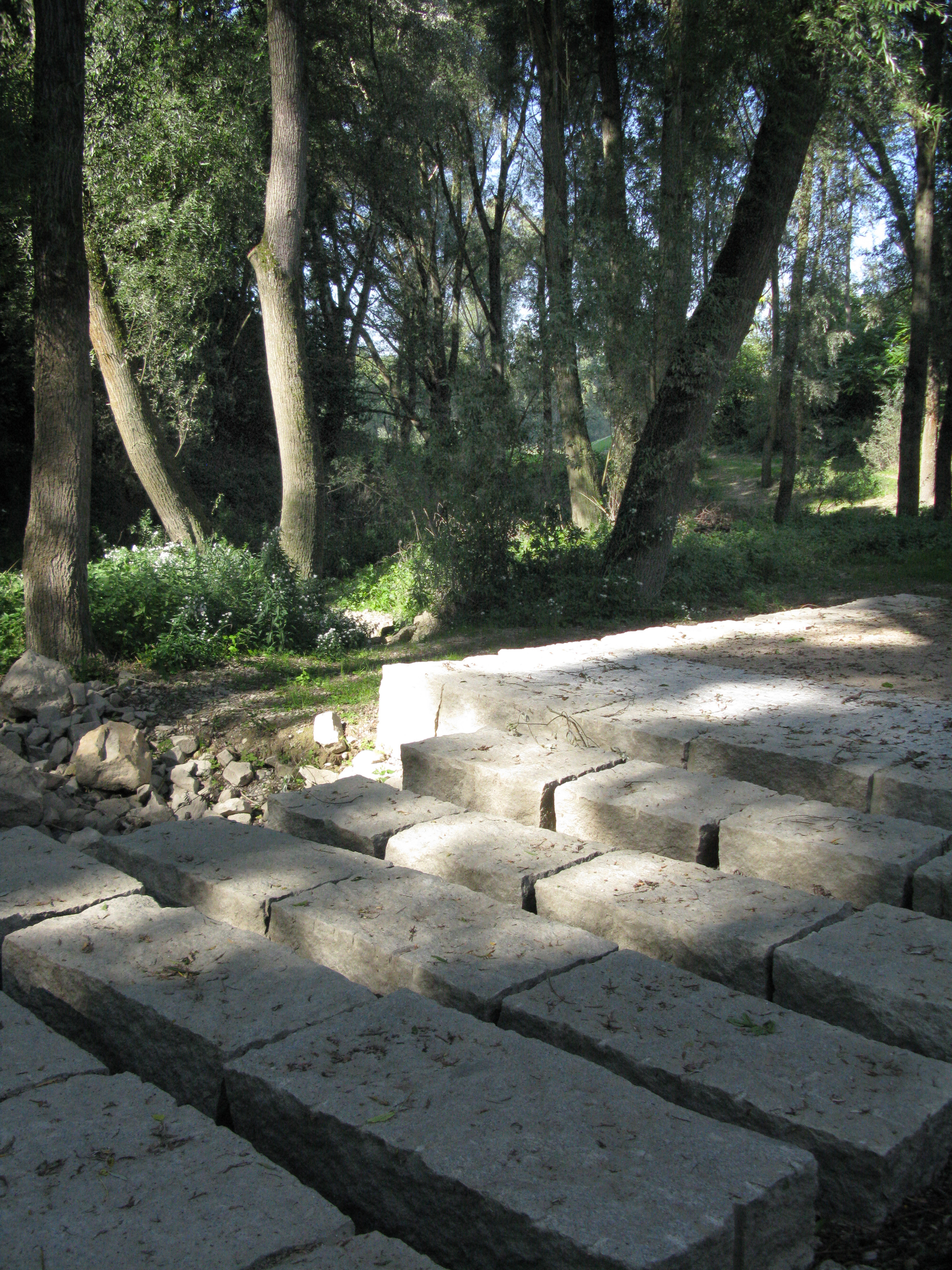
Neue Flussschwellen (Oktober 2016)
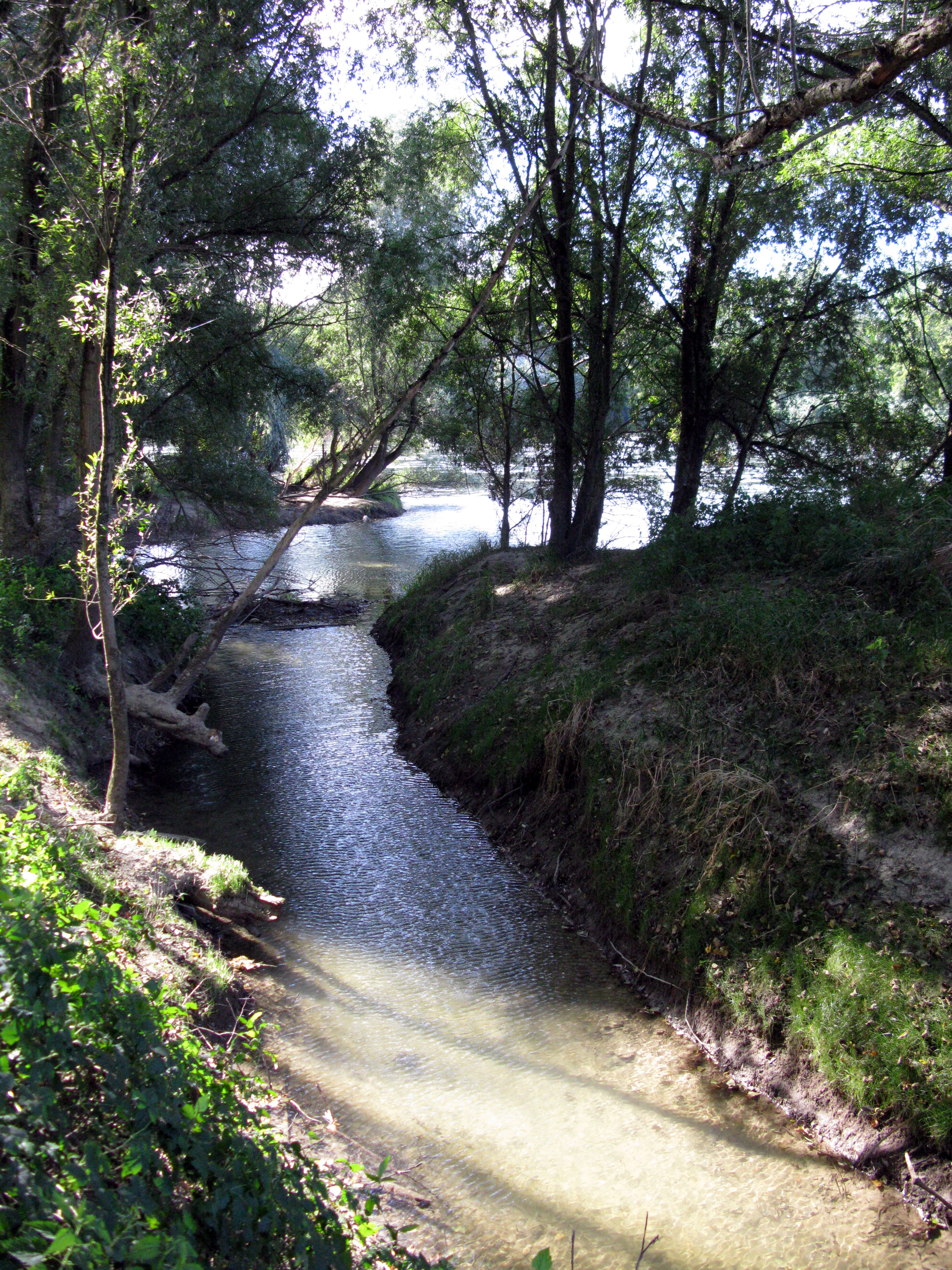
Auf dem Weg zum Altrhein
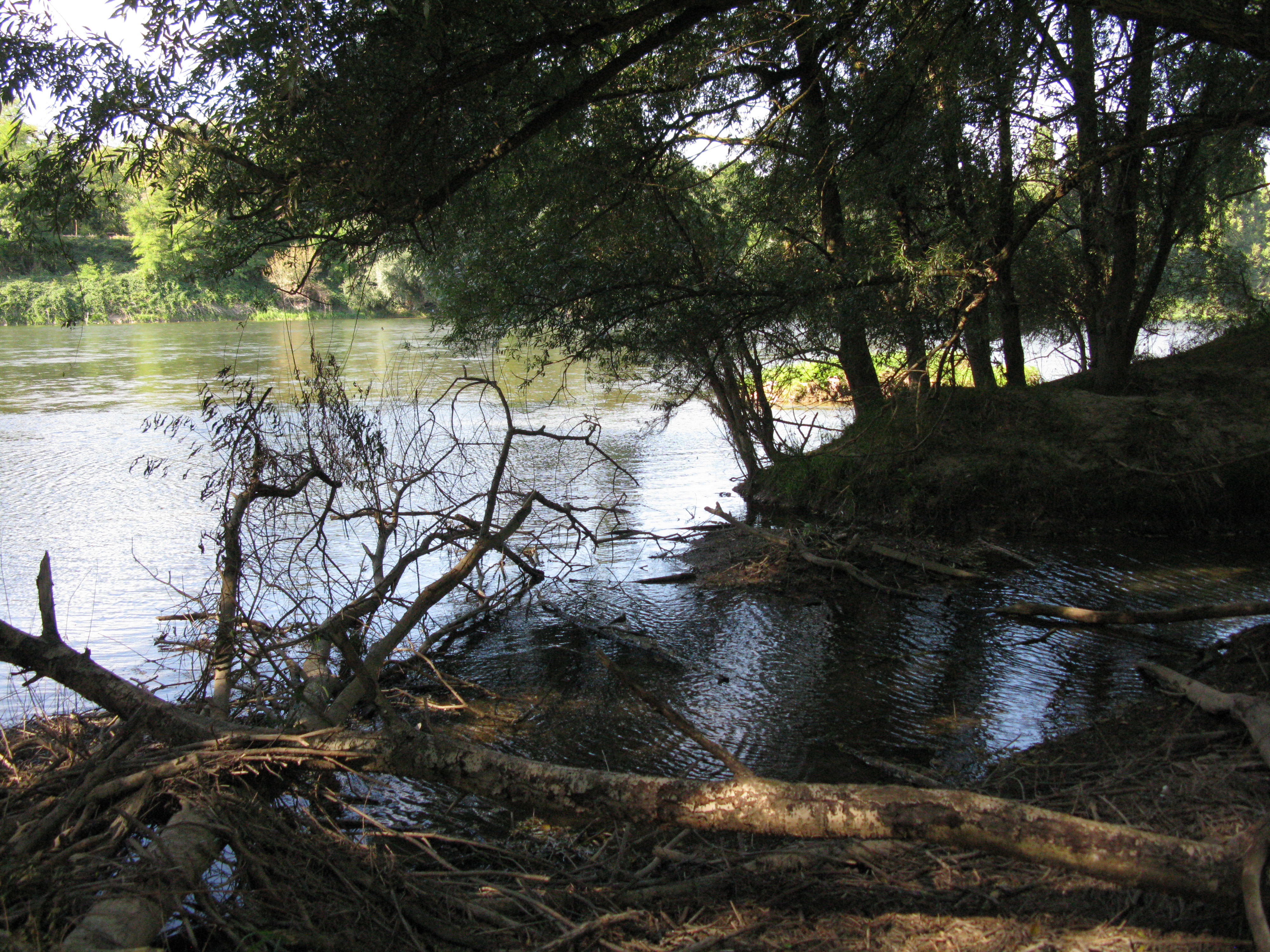
Mündung in den Altrhein

## Historische Darstellungen

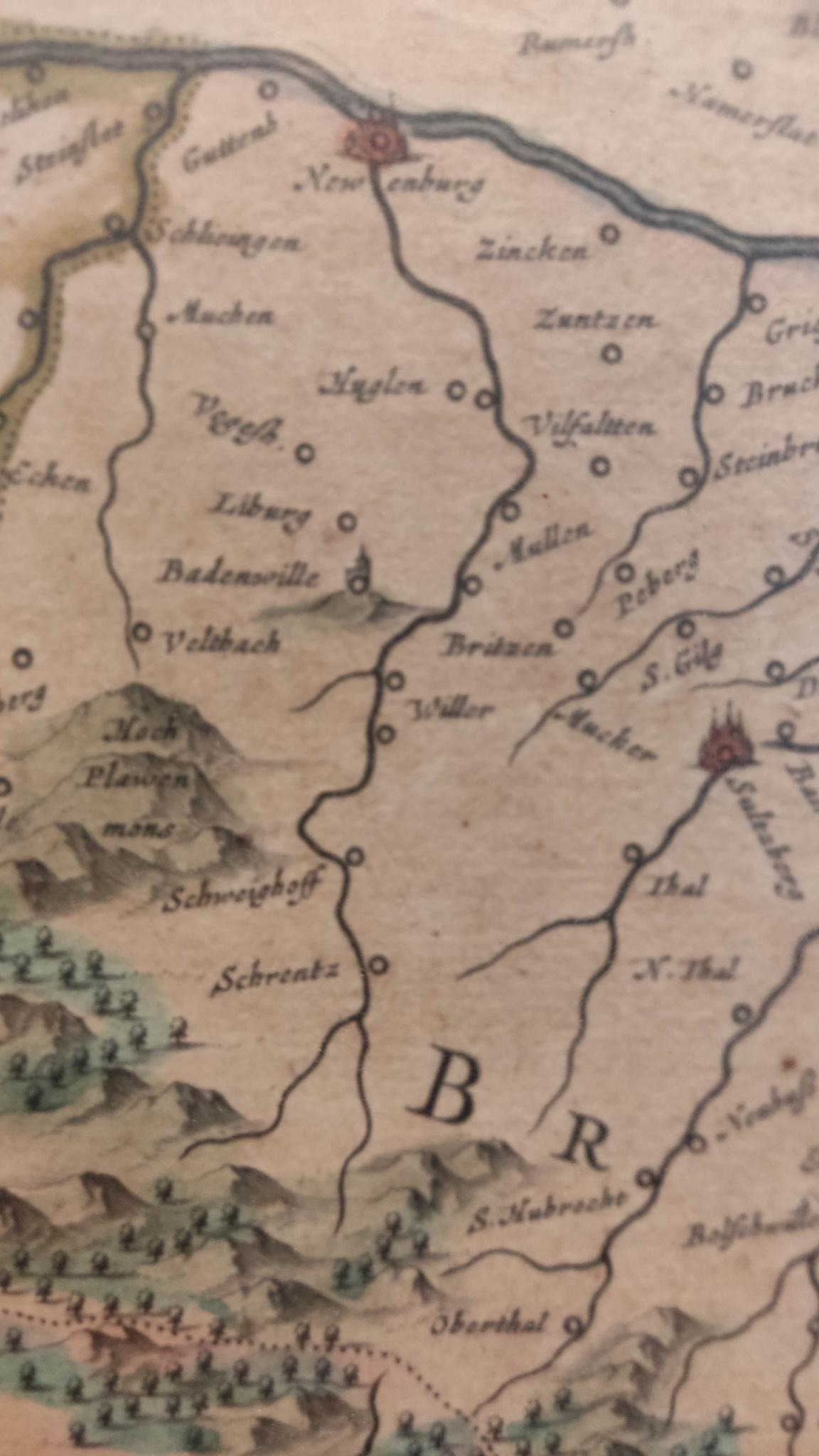
Karten-Ausschnitt[25] von Gerhard Mercator, vmtl. um 1630 (K.bach unterhalb Rhein)
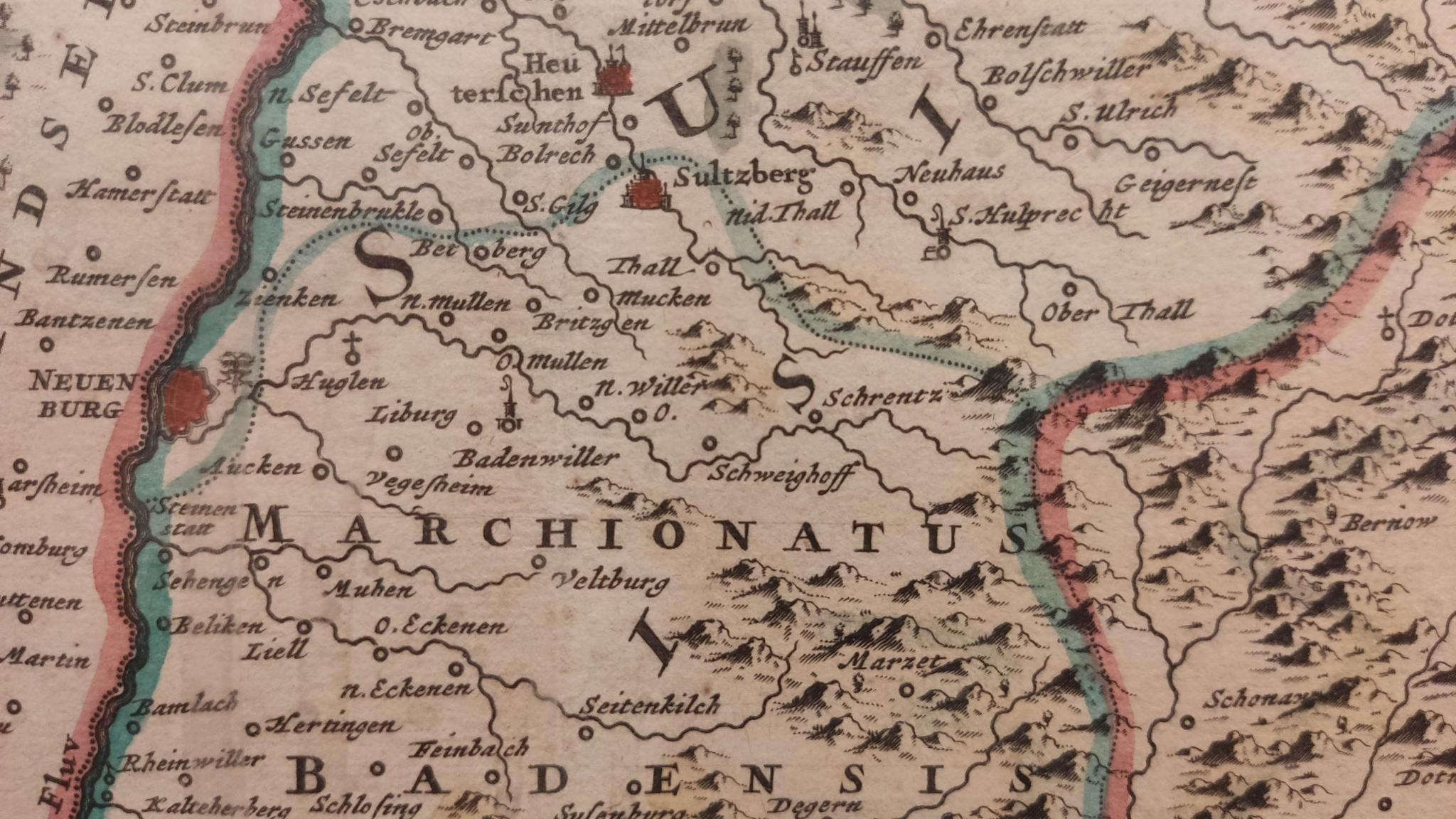
Karten-Ausschnitt[26] von Nicolaes Visscher I, um 1670 (Klemmbach rechts vom Rhein)
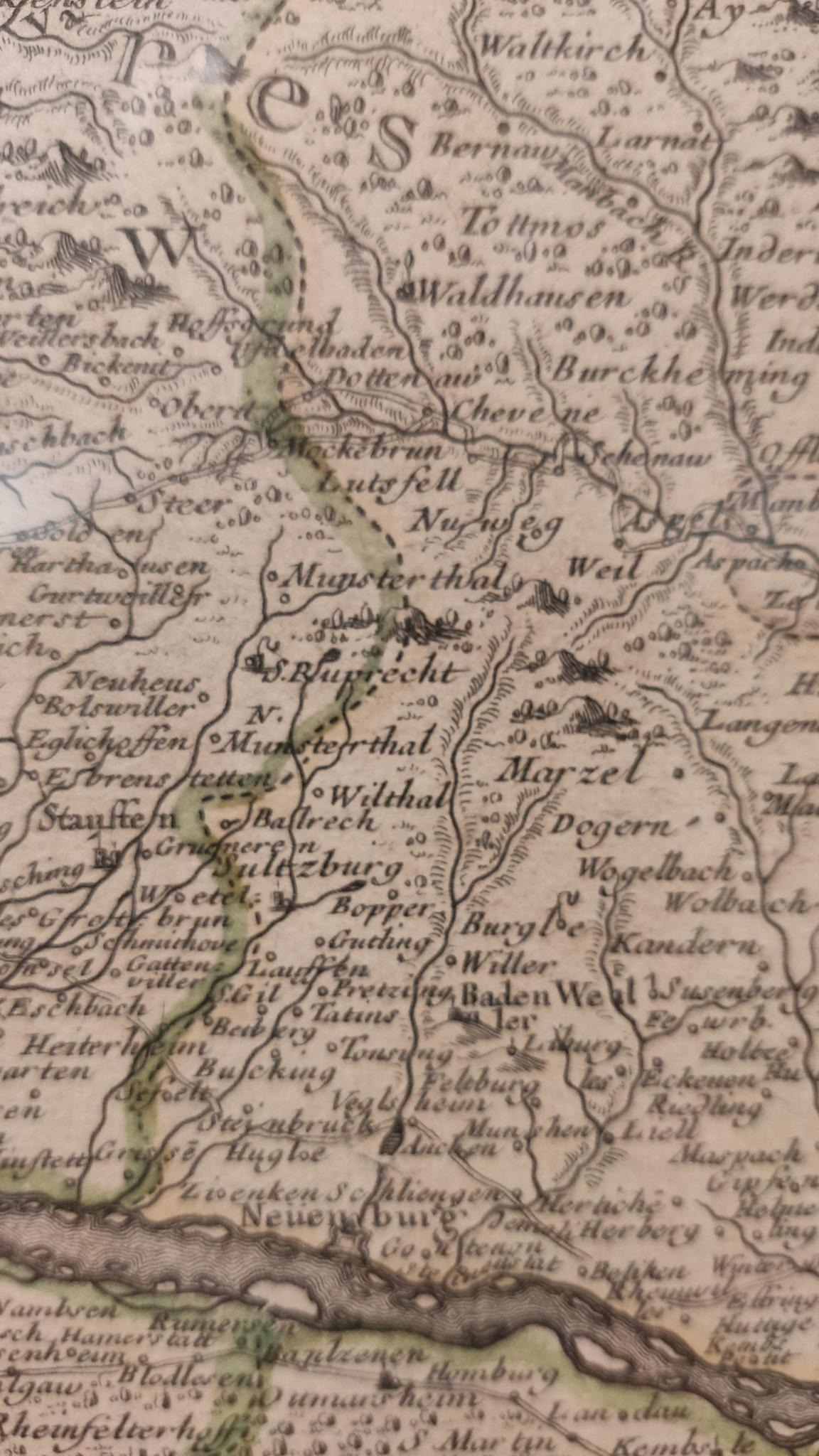
Karten-Ausschnitt[27] von Nicolas de Fer, um 1710 (K.bach oberhalb Rhein)
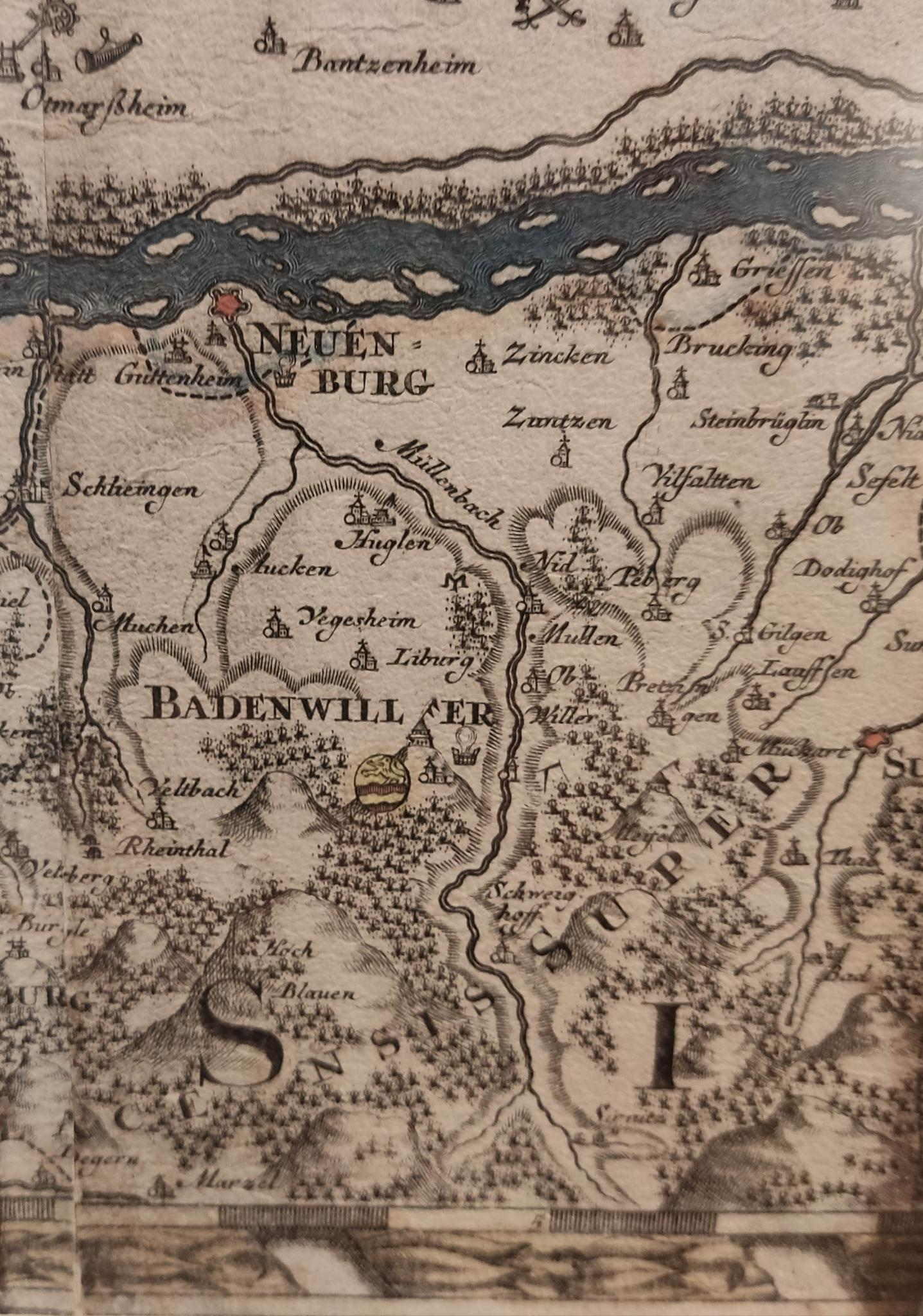
Karten-Ausschnitt[28] von Jacques Michal und Matthäus Seutter, um 1710 (Klemmbach, hier „Müllenbach“ unterhalb Rhein)
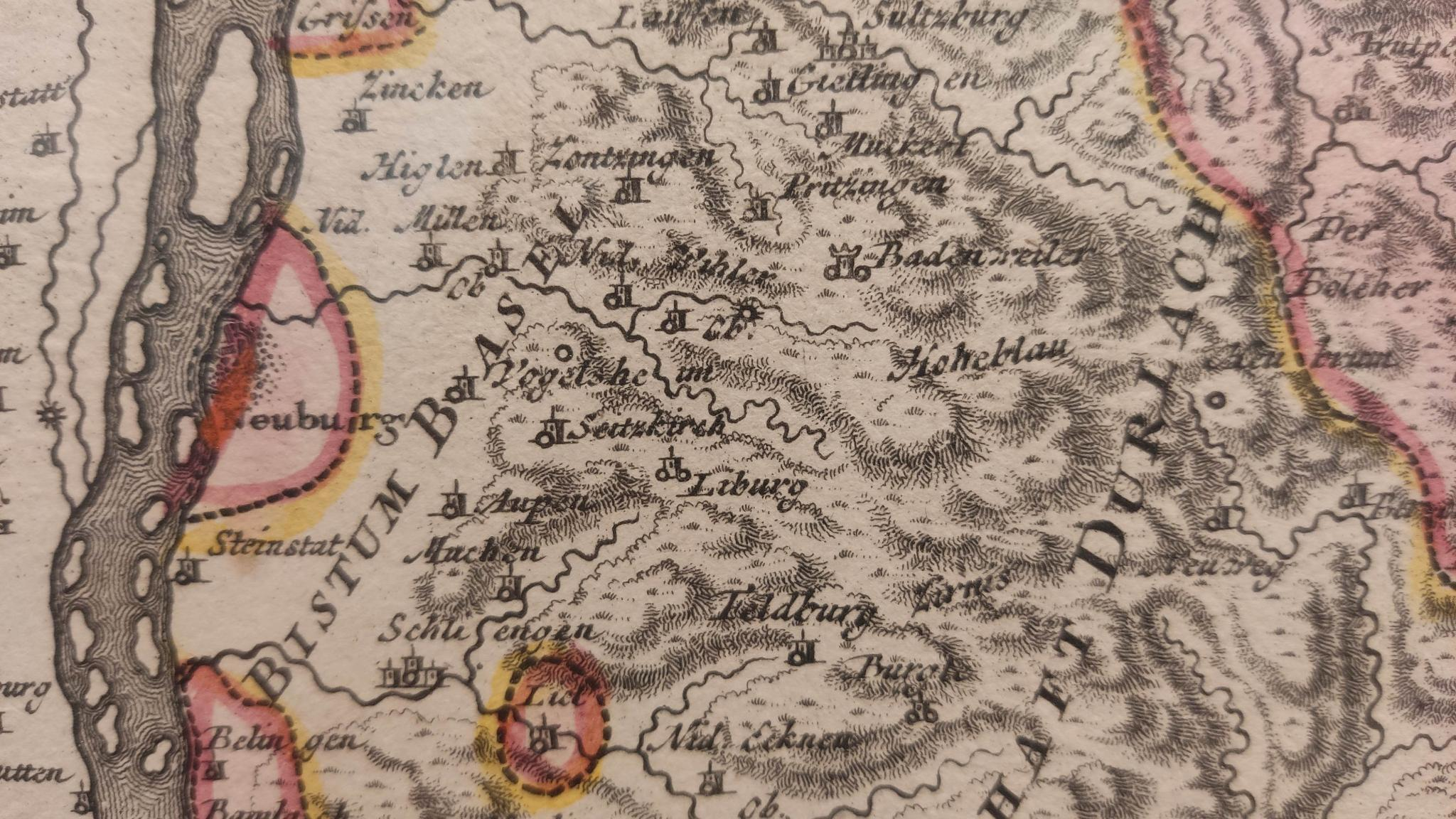
Karten-Ausschnitt[29] von Johann Baptist Homann (1718) (Klemmbach rechts vom Rhein)